# Adoretus wallacei
Adoretus wallacei är en skalbaggsart som beskrevs av Ohaus 1914. Adoretus wallacei ingår i släktet Adoretus och familjen Rutelidae. Inga underarter finns listade i Catalogue of Life.